# Cmentarz żydowski w Sulechowie
Cmentarz żydowski w Sulechowie – kirkut znajdujący się dawniej przy obecnej ulicy Piaskowej w Sulechowie.
Sulechowski kirkut zlokalizowany był na zachodnich obrzeżach miasta, przy obecnej ulicy Piaskowej (wówczas Sandstraße, pod numerem 36). Powstał prawdopodobnie w XIX wieku. Zajmował powierzchnię 0,37 ha. Został zniszczony w trakcie nocy kryształowej.
W latach 80. XX wieku kirkut ostatecznie zlikwidowano, a na jego miejscu wzniesiono budownictwo jednorodzinne. Zdemontowane macewy po zakończeniu prac wywieziono w nieznanym kierunku, nie są znane ich dalsze losy.
Po nagrobkach nie zachował się żaden widoczny ślad. Do czasów obecnych przetrwał jedynie budynek dawnej kaplicy przedpogrzebowej, zaadaptowany po II wojnie światowej na cele mieszkalne.
Według informacji opublikowanych w 2005 roku przez zielonogórski oddział Gazety Wyborczej w przyziemiu jednego z budynków wybudowanych na terenie dawnego cmentarza znajdować ma się zabetonowany grobowiec pozostały po dawnej nekropolii.